# Drepanis pacifica
El mamo hawaiano (Drepanis pacifica) es una especie extinta de ave paseriforme de la familia Fringillidae. Era endémica de la isla de Hawái. 
Habitaba principalmente en el sotobosque y su desaparición está relacionada con la caza excesiva, la destrucción de su hábitat, así como la depredación por animales introducidos.